# Terrier noir russe

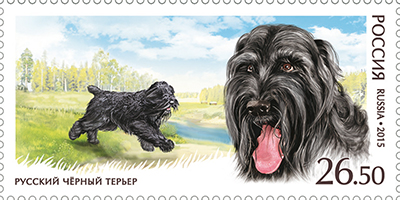
Terrier noir russe sur un timbre postal russe (2015).

Le terrier noir russe (russe : Русский чёрный терьер), ou terrier noir, est une race de chien créée dans la seconde moitié du XXe siècle en URSS par l'Ècole centrale militaro-technique d'élevage canin, sous la direction du colonel G. P. Medvedev. Jusqu'en 1941, ce centre d'élevage fondé en 1924 et situé à Knyajevo, dans le district de Dmitrovsk, au nord de la région de Moscou, était connu sous le nom de Chenil de l'étoile rouge. Les travaux menant au terrier noir commencèrent en 1949, sur ordonnance de l'État.

## Histoire
Une vingtaine de races de chiens a été utilisée pour sa création, principalement le schnauzer géant, le rottweiler et l'airedale, chacun pour environ 30% du matériel génétique actuel. Dans les 10% restants, on trouve le terre-neuve et le berger du Caucase, présents au travers du chien d'eau de Moscou (aujourd'hui disparu). Le chien de garde de Moscou, issus du Saint-bernard et du berger du Caucase a également été utilisé, ainsi que plusieurs autres races russes, certaines dérivées du dogue allemand ou du berger allemand.
Un schnauzer géant nommé Roy est considéré comme l'ancêtre fondateur de la race. De 1952 à 1956, il a produit plus de trente portées, notamment avec Sotta, Sima et Salma, trois sœurs de race airedale, aussi avec Una, Uda et Urma, trois sœurs de race rottweiler et aussi avec Tina, Tiza et Tessi, trois sœurs chien d'eau de Moscou issues d'un père terre-neuve et d'une mère berger du Caucase. D'autres mâles schnauzers géants ont été utilisés, notamment les deux frères Dasso et Ditter dans les années 60, mais aussi Akbar dans les années 70 et Jaguar dans les années 80. 
Jusqu'en 1957, la sélection est faite sur le seul critère des aptitudes au travail afin d'obtenir un chien de garde et de police réceptif à l'entraînement, mais qui soit également robuste et adapté aux différents climats du pays. L'aspect extérieur a été fixé ensuite par les éleveurs civils. La race a été reconnue par la Fédération cynologique internationale en 1983. Comme le terrier tibétain, il n'a du terrier que le nom.

## Description
Sa grande taille et son toilettage étudié pour accentuer son aspect massif lui donnent une apparence dissuasive. Les oreilles tombantes, la frange devant les yeux et la queue coupée (maintenant interdite dans de nombreux pays) masquent ses expressions corporelles. En principe, le terrier noir est calme, courageux, fiable et sûr de lui. Très intelligent, il peut ignorer un ordre erroné ou prendre l'initiative en cas d'urgence.
Son éducation demande une certaine expérience des chiens à fort tempérament, d'autant plus que rien ne sera obtenu par la force. Bien entraîné, le terrier noir russe excelle dans les disciplines sportives, notamment l'obéissance où son poids et sa taille ne sont pas un handicap. Il est aussi très doué en tant que chien d'assistance, y compris comme chien guide d'aveugle. Cependant, s'il aime apprendre, il se lasse de la répétition.
Le fait que le terrier noir soit un chien de grande taille représente quelques désavantages. En effet, il lui faut deux à trois ans pour devenir adulte, ce qui retarde sa mise en service. Une carrière moins longue ajoutée aux contraintes d'un toilettage régulier et de plus grands besoins en nourriture font qu'il est sensiblement moins rentable que les races habituellement utilisées comme chiens de service. Mais en dehors de considérations économiques, ces quelques défauts sont largement compensés par ses nombreuses qualités.